# سنديان غاري الورق

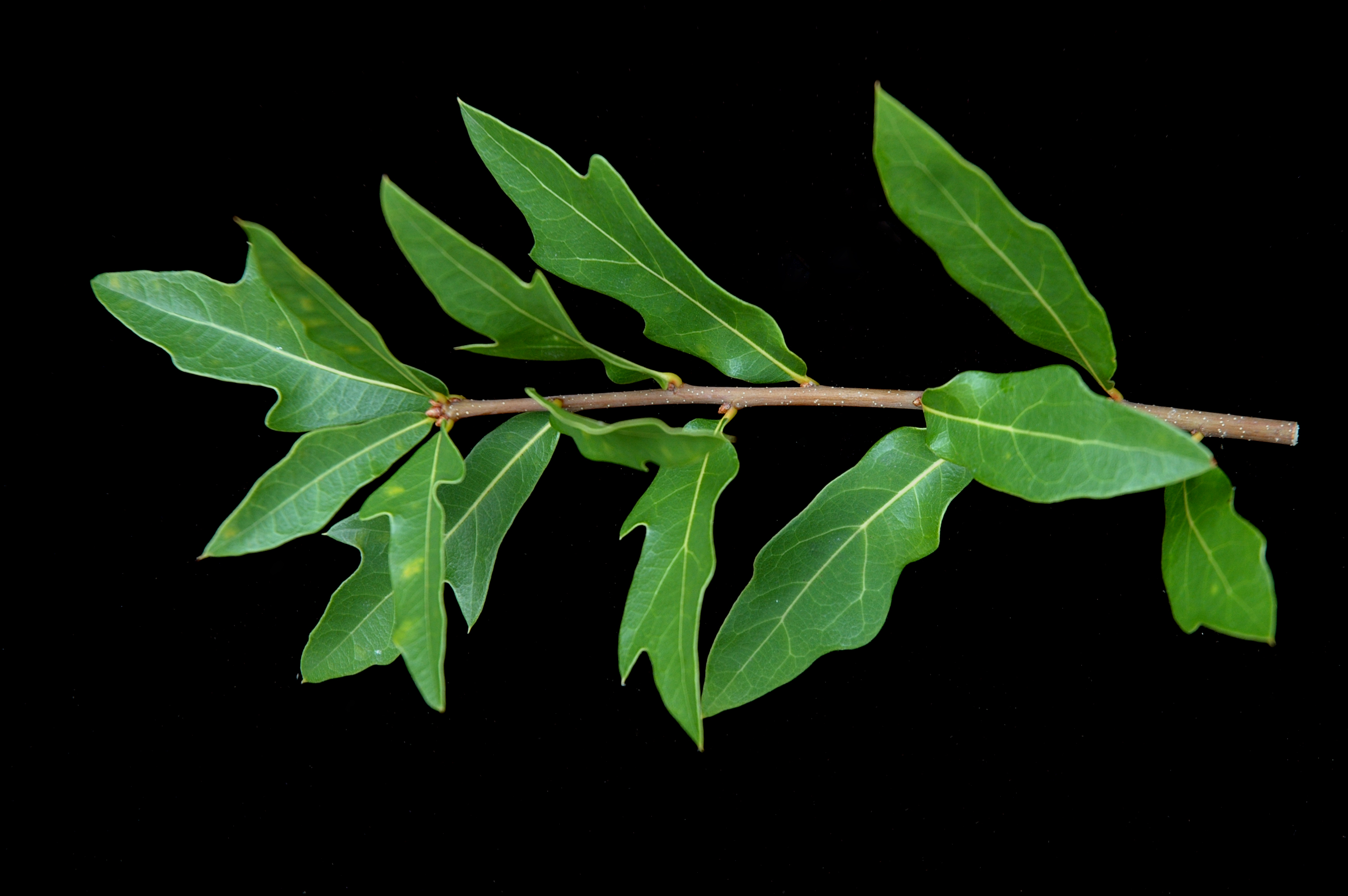

سنديان غاري الورق سنديان متوسط الحجم شبه نفصي. موطنها جنوب شرق وجنوب وسط الولايات المتحدة.